# 諏訪神社 (南山城村)
諏訪神社(すわじんじゃ) は、京都府相楽郡南山城村大字田山小字堂山1にある神社。

## 祭神
- 建御名方神

## 歴史
室町時代より存在していたと考えられている。初め九頭大明神という名称で旧田山村の氏神として祭り、観音寺の住職が祭司を掌っていたが、明治維新の寺社分離の方針により、明治4年1月諏訪神社と改め、建御名方神を祭神とした。昭和10年に森山神社を合祀している。

## 境内
- 本殿
- 拝殿
- 籠所

## 摂末社
- 稲荷神社
- 大神宮
- 山の神
- 金毘羅

## 祭事
- 諏訪神社の年間行事は月並祭（元旦祭を含めた各月朔日の祭り）
- 修正会（1月6日）
- 春祭り（4月3日）
- 松苗祭（5月1日）
- 農休み（6月中旬）
- 秋祭り（10月16、17日）
- 田山花踊り（11月3日）
- 亥の子祭り（11月23日）
- 注連縄奉納祭（11月末）[2]

11月3日の「田山花踊り」は、雨乞いや五穀豊穣を祈る神事。起源は定かではないが、安永2年（1773年）には踊りが奉納されていた。
雨乞い踊りとしては現存する唯一の伝承で、雨乞いとして奉納される踊りの中で最高位のものである。願済ましに芸能で踊っていたものが祭礼になっている。
以前は祭礼として10月17日に神事とともに奉納されていたが、近年は11月3日に行われている。
神社から約200メートル離れた旧田山小学校のグラウンドで踊りを舞った後、いりは行列で神社に向かい、境内で踊りが奉納される。
踊り手は中踊りと呼ばれ、青年12人が約1.5メートルの竹に造花や髪飾りを付けて背に担い、はりぼての羯鼓を腰につけて踊る。
大正時代に一度途絶えたが、田山花踊り保存会によって昭和38年に復活。
昭和53年に、南山城村の無形文化財に指定、昭和59年に京都府の無形民俗文化財に指定される。
衣装の長羽織は約50年使い続けていたが色落ちや綻びが目立ち始め、平成28年に復元、新調している。